# Султанбердиева, Тынышкуль Берикбаевна
Султанбердиева Тынышкуль Берикбаевна  (04.02.1955) — советская, казахская актриса

 дубляжа, театра и кино, Заслуженный деятель Казахстана (2012).

## Биография
Родилась 4 февраля 1955 года в селе «98 разъезд»  Турар-Рыскуловского района Жамбылской области.
С 1971 по 1974 год окончила театральную студию Казахского государственного академического драматического театра им. М. Ауэзова по специальности актерское мастерство.
С 1974 по 1976 год работала актрисой Карагандинского областного казахского драматического театра имени С. Сейфуллина.
С 1976 по 1978 гг. - актриса Казахского государственного театра для детей и юношества им. Г. Мусрепова.
С 1978 по 1993 годы работала актрисой Казахского государственного академического драматического театра им. М. Ауэзова.
С 1993 года работает актрисой Казахского государственного академического театра для детей и юношества им. Г. Мусрепова.

## Основные роли на сцене
1. Г. Мусрепов «Козы Корпеш - Баян Сулу» - Баян
2. Г. Мусрепов «Акан Сери - Актокты» - Актокты
3. М. Ауэзов «Абай» - Ажар
4. Б. Римова «Абай - Айгерим» - Тогжан
5. Ш. Муртаза «Сиротский уголок» - Мунира
6. Ш. Айманов «Желсіз түнде жарық ай» - Мать
7. Т. Нурмагамбетов «Мы турки» - Сания
8. О. Дастанов «Азрет Султан» - Мать
9. Г. Мусрепов «Акан сери - Актокты» - Даметкен
10. Г. Мусрепов «Кыз Жибек» - Шайин
11. Г. Мусрепов «Козы Корпеш - Баян Сулу» - Макпал
12. С. Балгабаев «Самая красивая женщина» - Мадина
13. У. Шекспир «Ромео и Джульетта» - Королева
14. И. Жансугуров «Исатай-Махамбет» - Фатима
15. Ф. Шиллер «Любовь и предательство» - жена Миллера
16. С. Ахмад «Восстание невест» - Башорот
17. Б. Мукаи «Детектор правды» - Нурия
18. Т. Теменов «Шығыс сазы» - ведьма
19. М. Ауэзов «Ай-Карагоз…» - Текті
20. Иран-Гайб «Есть ли яд, который я не пил?» - Айгерим
21. Иран-Гайб «Желжуан» – Байек
22. Мольер «Ақымақ болған басым-ай!» – Клорина и др.

## Фильмография
• Актриса снялась во многих фильмах и сериалах, таких как: Письма издалека, Замуж в 30, Тараз, Сырластар, Соңғы үміт, Қарлығаш ұя салғанда, Жалғыз жауқазын, Келінім сен тыңда, Иірім. Ана қадірі, Әулет и др.

## Награды и звания
1. Заслуженный деятель Казахстана (2012)
2. Медаль «25 лет независимости Республики Казахстан» (2016)